# 고영봉
고영봉(高永棒, 1971년 10월 10일 ~ )은 대한민국의 제7대 광주광역시 북구의원이었다.

## 학력
- 1990.03 ~ 1999.04 조선대학교 유전공학과 제적

## 경력
- 미래종합중기 대표
- 북구 대형마트입점저지 대책위원회 조직팀장
- 나눔의 실천 마을공동체'우리동네사람들' 사무국장
- 통합진보당 광주 북구 지역위원회 사무국장
- 2014.07 ~ 2018.06 제7대 광주광역시 북구의회 의원
- 2014.07 ~ 2016.06 제7대 광주광역시 북구의회 전반기 도시보건위원회 부위원장
- 제7대 광주역활용방안 특별위원회 위원장
- 2016.03.10 민중연합당 입당
- 2016.07 ~ 2018.06 제7대 광주광역시 북구의회 후반기 행정자치위원회 위원

## 역대 선거 결과
|  | 16.24% |

|  | 8.60% |